# Ізворелу
Ізворелу (рум. Izvorălu) — село у повіті Мехедінць в Румунії. Входить до складу комуни Тимна.
Село розташоване на відстані 248 км на захід від Бухареста, 26 км на південний схід від Дробета-Турну-Северина, 71 км на захід від Крайови.

## Населення
За даними перепису населення 2002 року у селі проживали 402 особи, усі — румуни. Усі жителі села рідною мовою назвали румунську.